# 陈巷镇 (广水市)
陈巷镇，是中华人民共和国湖北省随州市广水市下辖的一个乡镇级行政单位。

## 行政区划
陈巷镇下辖以下地区：
陈巷街道社区、棚兴村、兴河村、方略村、友谊村、团兴村、东风村、高坡村、旭升村、胡庙村、黄岗村、唐氏祠村、梧桐村、高庙村、吴氏祠村、刘岗村、李岗村、轭头湾村、虎弼冲村、水寨村、金山村、经强村、吉阳村、高峰村、仓屋咀村和观音村。